# Линия М1 (София)
Ли́ния М1 (болг. Линия М1) — первая линия Софийского метрополитена в Болгарии, открытая 28 января 1998 года. Первая очередь метрополитена состояла из пяти станций и составляла 6,4 километра в длину, хотя строительство начиналось ещё осенью 1979 года и первоначальный план включал в себя восемь станций и десять километров тоннелей. Все станции первой очереди (и последующих продолжений в центр Софии) являются станциями мелкого заложения. Продолжение линии М1 на север частично выходит на поверхность.

## История
Строительство первой очереди Софийского метрополитена началось осенью 1979 года. По плану участок, располагавшийся на западе города, включал в себя восемь станций (от станции «Люлин» до станции «Младост») и десять километров тоннелей. В первые года были построены станции «Люлин» и «Вардар», далее (в 1979—1990 годах) строительство метрополитена велось в основном на будущем первом участке. В 1992—1997 годах на первой очереди Софийского метрополитена велись отделочные работы, и Линия М1 открылась 28 января 1998 года. Участок состоял из пяти станций, от станции «Сливница» до станции «Константин Величков», и составлял в длину 6,4 километра.
В 1999—2000-х годах М1 была продлена ещё на две станции (1,7 километра) в сторону центра Софии: «Ополченска» и «Сердика». После окончательного запуска в работу участка «Люлин — Сердика» на недвижимость возле метрополитена повысились и спрос, и предложение. Вследствие этого Стоян Братоев считает строительство метрополитена значимым фактором для планировки города. В 2003 году открылось продолжение линии на 1,95 километра в сторону станции «Обеля».

## Станции
Все станции первой очереди Софийского метрополитена являются станциями мелкого заложения; «Сливница», «Западен парк» и «Константин Величков» относятся к однопролётным станциям, «Люлин» и «Вардар» — к колонным. Однопролётными также являются «Ополченска» и «Сердика». Станция «Обеля», как и 700-метровый участок до неё, выходит на поверхность.